# جنوب المحيط الهادىء (فلم)
جنوب المحيط الهاديء (بالإنجليزية: South Pacific) هو فيلم دراما تم إنتاجه في الولايات المتحدة وصدر في سنة 1958.

## الميزانية والإيرادات
بلغت تكلفة إنتاج الفيلم حوالي 5.61 مليون دولار بينما حقق أرباحا تقدر بـ 36,800,000 دولار.

### ترشيحات وجوائز
| السنة | الحدث          | الفئة          | النتيجة  |
| ----- | -------------- | -------------- | -------- |
|       | جائزة الأوسكار | أفضل خلط أصوات | فـــــوز |

## وصلات خارجية
- مقالات تستعمل روابط فنية بلا صلة مع ويكي بيانات